# Sauldorf
Sauldorf – miejscowość i gmina w Niemczech, w kraju związkowym Badenia-Wirtembergia, w rejencji Tybinga, w regionie Bodensee-Oberschwaben, w powiecie Sigmaringen, wchodzi w skład wspólnoty administracyjnej Meßkirch. Leży ok. 20 km na południowy wschód od Sigmaringen.